# Kornice
Kornice (deutsch Kornitz) ist ein Ortsteil der Stadt Litomyšl in Tschechien. Er liegt auf dem 383 m hohen Hügel Hlavňov, zwei Kilometer nördlich von Litomyšl.

## Geschichte

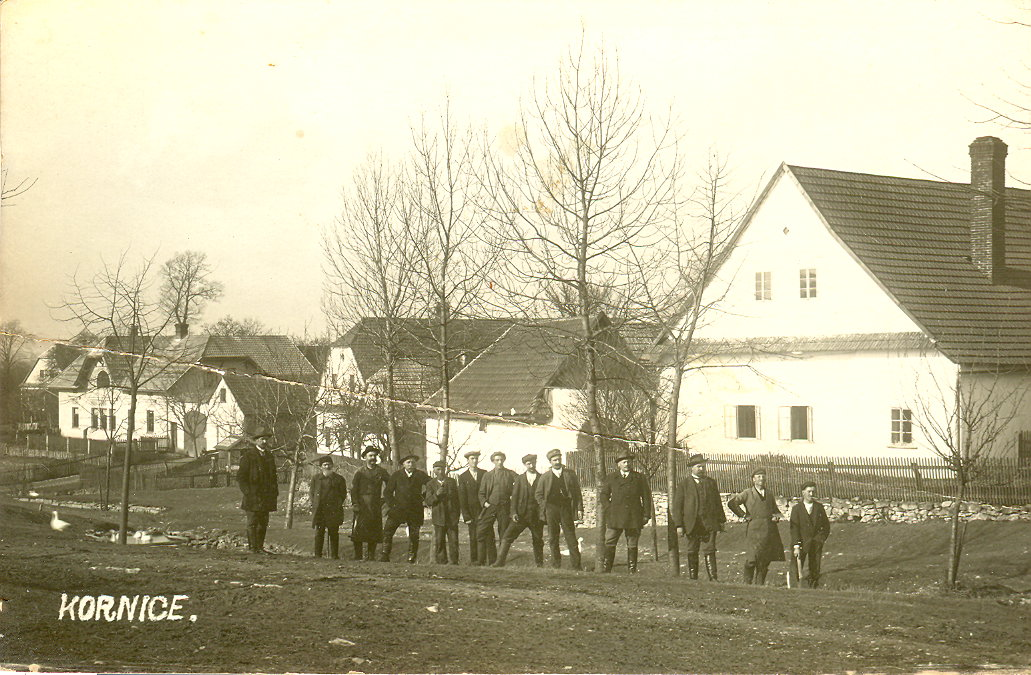
Kornice um 1920

Das Gebiet von Kornice war schon in der letzten Eiszeit besiedelt. Ende des 12. Jahrhunderts befanden sich hier das Dorf Domašice und ein Feld „Nakorniceh“. Das Dorf wurde vermutlich im Laufe des 13. Jahrhunderts an den heutigen Standort von Kornice verlegt. Erstmals erwähnt wurde Kornice 1347. Es gehörte zur Herrschaft Litomyšl, mit der es bis 1848 verbunden blieb. Im Jahre 1850 wurde Kornice ein Teil der Gemeinde Velké Sedliště. Seit 1898 war Kornice eine selbständige Gemeinde. 1976 erfolgte die Eingemeindung in die Stadt Litomyšl. 1991 hatte der Ort 147 Einwohner. Im Jahre 2001 bestand das Dorf aus 46 Wohnhäusern, in denen 150 Menschen lebten.

## Sehenswürdigkeiten

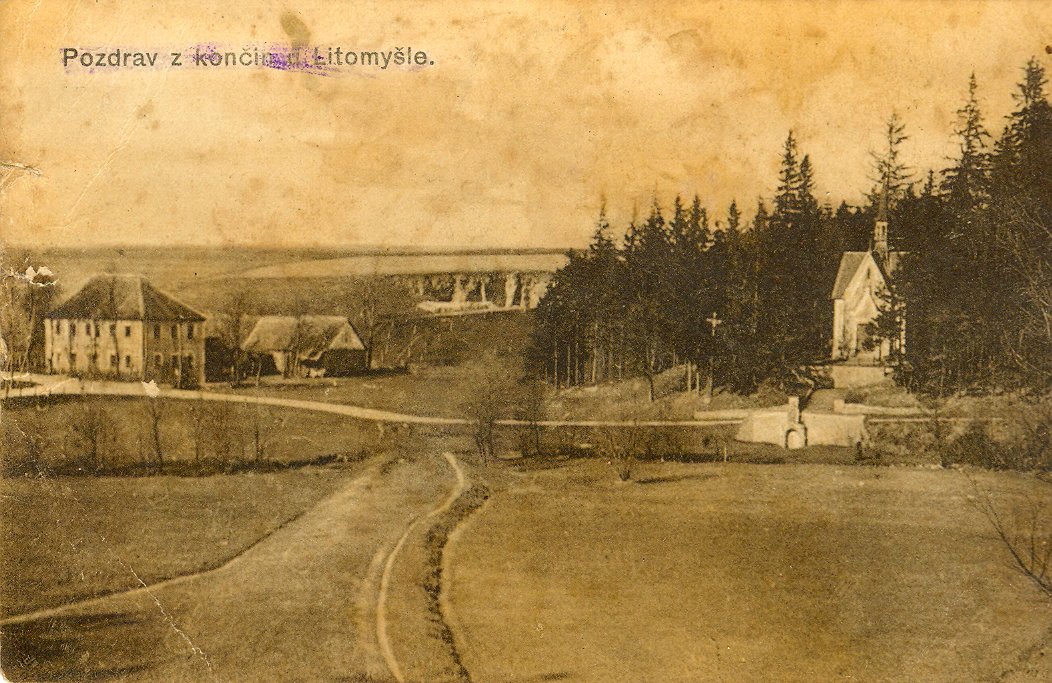
Končiny um 1910

- Die Kapelle auf dem Dorfplatz wurde 1873 im neugotischen Stil erbaut.
- Die Kapelle im Wald Končiny wurde 1886 im neugotischen Stil über einem Quellbrunnen errichtet, der eine heilende Wirkung haben soll.